# Slaviša Jokanović
Slaviša Jokanović (szerbül:Славиша Јокановић, Újvidék, 1968. szeptember 25. –) egykori válogatott szerb labdarúgó, edző.
A jugoszláv válogatott tagjaként részt vett az 1998-as világbajnokságon és a 2000-es Európa-bajnokságon.

## Sikerei, díjai

### Játékosként
FK Vojvodina
- Jugoszláv bajnok (1): 1988–89

FK Partizan
- Jugoszláv bajnok (1): 1992–93
- Jugoszláv kupagyőztes (1): 1992–93

Deportivo
- Spanyol bajnok (1): 1999–2000
- Spanyol szuperkupagyőztes (1): 2000

### Edzőként
FK Partizan
- Szerb bajnok (1): 2007–08
- Szerb kupagyőztes (1): 2007–08